# 梅田尚通
梅田 尚通（うめだ なおみち、1989年6月28日 - ）は、福井県鯖江市出身の元プロ野球選手（内野手、外野手）。右投左打。

## 経歴

### プロ入り前
河和田小1年時に河和田スポーツ少年団で野球を始め、東陽中では鯖江ボーイズ（硬式）に所属。中学時代から注目され、県外からの誘いも受けたが、野球名門校ではなく地元で文武両道の県立高校である鯖江高に進学。
鯖江高時代は甲子園出場はなく、3年の夏は県大会2回戦で早々と敗退し、全国的にはほとんど無名の存在であった。投手・一塁手・遊撃手を兼任し、ドラフト指名は内野手としてだった。高校通算15本塁打。
2007年8月に北信越地区高校選抜としてハワイに遠征し、ハワイ島選抜、オアフ島選抜と5試合を戦った。並み居る強打者の中で4番を任され、2試合目のハワイ島選抜戦でバックスクリーンに本塁打を放つなど、5試合中4試合で長打を放ってアピールした。
2007年のドラフト会議で埼玉西武ライオンズから5巡目で指名を受けたことを機に入団。鯖江高校出身者では、2001年に大阪近鉄バファローズへ入団した牧田明久以来、7年振り4人目のプロ野球選手になった。

### プロ入り後
2008年から2013年までは、一軍公式戦への出場機会がなかった。
2014年には、5月5日の対東北楽天ゴールデンイーグルス戦の7回裏に、代打で一軍デビュー。10月2日の対北海道日本ハムファイターズ戦（西武ドーム）に「7番・右翼手」として一軍公式戦初のスタメンに起用されると、2回裏の第1打席で新垣勇人から放った一軍初安打が満塁本塁打になった。NPBの一軍公式戦で、初安打を満塁本塁打で記録した選手は、1983年の駒田徳広（読売ジャイアンツ）以来2人目。66試合に出場したイースタン・リーグ公式戦でも、打率（.280）と本塁打（8本）で自己最多記録、打点（27打点）で自己タイ記録を残すなど好調だった。
2015年には、春季キャンプで一軍メンバーに抜擢されたが、公式戦の開幕を一軍で迎えられなかった。開幕後は、イースタン・リーグ公式戦88試合に出場。しかし、打率.211、2本塁打、23打点と再び低迷したほか、一軍公式戦への出場機会がなかった。10月2日に球団から戦力外通告を受けたことを機に、現役を引退。

### 現役引退後
自身と同時に西武から戦力外を通告された林﨑遼・前川恭兵と共に、株式会社トラバース（かつてのチームメイトだったG.G.佐藤の実父が経営する測量会社）へ勤務。2016年からは、千葉県内の地盤調査に携わるほか、佐藤が取り仕切る軟式野球のチームに参加する。

## プレースタイル・人物
野手としては、糸井嘉男を彷彿とさせる大柄な左打者で、荒削りながらパンチ力のある打撃が武器。高校時代には、投手としてストレートで最速145km/hを計測した。遠投110mの強肩の持ち主であった。
入団6年目までは一軍昇格の機会がなかったため、シーズンが終わるたびに戦力外通告を覚悟したという。一軍公式戦でも、7年目に2安打を放っただけで、本塁打は初安打と同時に記録した満塁本塁打の1本だけにとどまった。梅田自身は、この本塁打について、現役引退の直後に「（西武時代の）8年間で唯一（一軍に）貢献できた。1本も打てずに引退する選手もいるので、1本打てて良かった。8年間で満塁本塁打1本だけだったので、自慢できるほどではないが、良い思い出にはなった」と述懐している。

## 詳細情報

### 年度別打撃成績
| 年 度    | 球 団    | 試 合 | 打 席 | 打 数 | 得 点 | 安 打 | 二 塁 打 | 三 塁 打 | 本 塁 打 | 塁 打 | 打 点 | 盗 塁 | 盗 塁 死 | 犠 打 | 犠 飛 | 四 球 | 敬 遠 | 死 球 | 三 振 | 併 殺 打 | 打 率 | 出 塁 率 | 長 打 率 | O P S |
| -------- | -------- | ----- | ----- | ----- | ----- | ----- | -------- | -------- | -------- | ----- | ----- | ----- | -------- | ----- | ----- | ----- | ----- | ----- | ----- | -------- | ----- | -------- | -------- | ----- |
| 2014     | 西武     | 4     | 12    | 11    | 2     | 2     | 0        | 0        | 1        | 5     | 4     | 0     | 1        | 0     | 0     | 1     | 0     | 0     | 3     | 0        | .182  | .250     | .455     | .705  |
| NPB：1年 | NPB：1年 | 4     | 12    | 11    | 2     | 2     | 0        | 0        | 1        | 5     | 4     | 0     | 1        | 0     | 0     | 1     | 0     | 0     | 3     | 0        | .182  | .250     | .455     | .705  |

### 年度別守備成績
| 年度 | 一塁 | 一塁 | 一塁 | 一塁 | 一塁 | 一塁   | 外野 | 外野 | 外野 | 外野 | 外野 | 外野   |
| 年度 | 試合 | 刺殺 | 補殺 | 失策 | 併殺 | 守備率 | 試合 | 刺殺 | 補殺 | 失策 | 併殺 | 守備率 |
| ---- | ---- | ---- | ---- | ---- | ---- | ------ | ---- | ---- | ---- | ---- | ---- | ------ |
| 2014 | 1    | 2    | 0    | 0    | 1    | 1.000  | 3    | 4    | 0    | 0    | 0    | 1.000  |
| 通算 | 1    | 2    | 0    | 0    | 1    | 1.000  | 3    | 4    | 0    | 0    | 0    | 1.000  |

### 記録
初記録
- 初出場：2014年5月5日、対東北楽天ゴールデンイーグルス7回戦（西武ドーム）、7回裏に米野智人の代打で出場
- 初打席：同上、7回裏に青山浩二から右飛
- 初先発出場：2014年10月2日、対北海道日本ハムファイターズ24回戦（西武ドーム）、7番・右翼手で先発出場[1]
- 初安打・初本塁打・初打点：同上、2回裏に新垣勇人から右越満塁[1]

その他の記録
- プロ初安打が満塁本塁打 ※史上4人目

### 背番号
- 67 （2008年 - 2015年）